# Jan Franssen

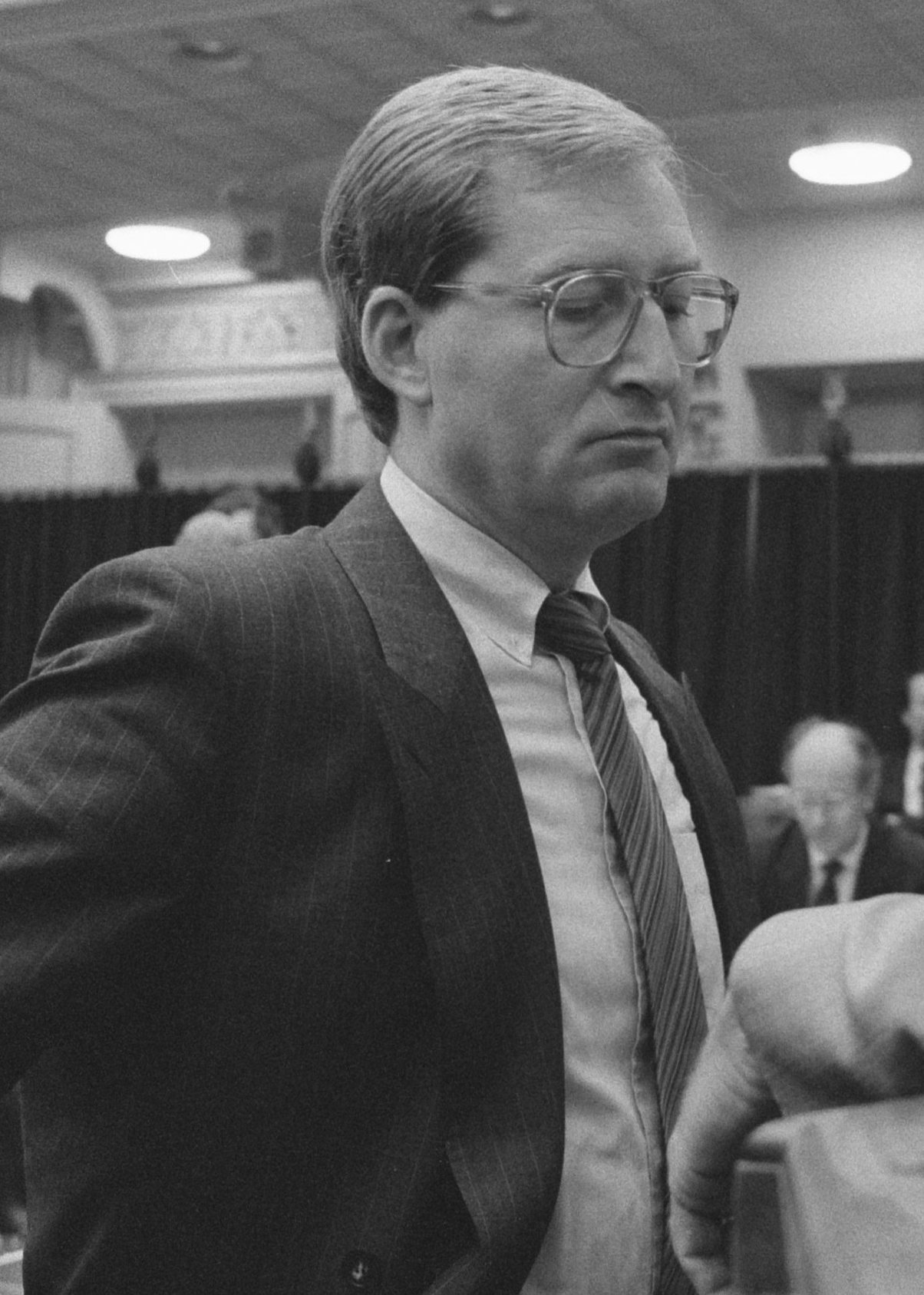
Jan Franssen (1988)

Jan Franssen (* 11. Juni 1951 in Hilversum) ist ein niederländischer Politiker der Volkspartij voor Vrijheid en Democratie.

## Leben
Von 1982 bis 1994 war Franssen Abgeordneter in der Zweiten Kammer der Generalstaaten. Von 1994 bis 2000 war Franssen als Nachfolger von Loek Hermans Bürgermeister von Zwolle. Von 2000 bis 2013 war Franssen als Nachfolger von David Luteijn Kommissar des Königs für die Provinz Südholland.